# فرنسيس براون (عالم عقيدة)
فرنسيس براون (بالإنجليزية: Francis Brown)‏ هو عالم عقيدة أمريكي، ولد في 26 ديسمبر 1849، وتوفي في 1916.